# Gagnac-sur-Cère
 Gagnac-sur-Cère  (en occitano Ganhac) es una población y comuna francesa, situada en la región de Mediodía-Pirineos, departamento de Lot, en el distrito de Figeac y cantón de Bretenoux.

## Demografía
| 649 | 654 | 643 | 664 | 611 | 663 |
| Para los censos de 1962 a 1999 la población legal corresponde a la población sin duplicidades (Fuente: INSEE [Consultar]) |     |     |     |     |     |